# Les Essards, Charente-Maritime

Les Essards este o comună în departamentul Charente-Maritime, Franța. În 1 ianuarie 2022 avea o populație de 733 de locuitori.